# Max Ballmann
Carl Max Ballmann (1798 in Straßburg – 29. Oktober 1859 in Leipzig) war ein deutscher Theaterschauspieler, Komiker und Opernsänger (Bariton).

## Leben
Ballmann betrat unter seinem Taufnamen Max im Jahre 1818 in Paderborn zum ersten Mal die Bühne. Sein nächstes Engagement war 1820 Weimar, dann spielte er bis 1827 an mehreren kleinen Bühnen, bis er im letztgenannten Jahre Mitglied des Breslauer Stadttheaters wurde. Hierauf folgte noch seine Tätigkeit von 1829 bis 1831 in Magdeburg. Danach ging er nach Leipzig, wo er bis zu seinem Tode blieb.
Zum Ende seiner Karriere übernahm er kleinere Aufgaben in der Oper. Dabei war er an drei Uraufführungen von Opern seines Freundes Albert Lortzing beteiligt: am 20. Februar 1837 sang er den „Barsch“ in Die beiden Schützen, am 31. Dezember 1842 den „Pancratius“ im Wildschütz und am 25. Mai 1849 den „Prinz Tutatu“ in Rolands Knappen.
Verheiratet war er mit seiner Schauspielkollegin Ida Ballmann.